# Naatlo splendida
Naatlo splendida är en spindelart som först beskrevs av Władysław Taczanowski 1879.  Naatlo splendida ingår i släktet Naatlo och familjen strålspindlar. Inga underarter finns listade i Catalogue of Life.